# Sandway
Sandway est un village du Kent, en Angleterre.